# Mein Teil (сингъл)
Майн Тайл (на немски: Mein Teil) е сингъл на немската индъстриъл метъл група Рамщайн от техния четвърти албум Reise, Reise. Името означава „Моята част“, в анатомичен смисъл, което лесно се обяснява с канибалистичния текст. Песента е вдъхновена от историята на Армин Майвес и Бернд Юрген Армандо Брандес. Двамата мъже, всеки с възраст над 40 години, се срещат и впоследствие Майвес убива и изяжда Брандес, за което е първоначално осъден на осем години и половина затвор, заменени по-късно с доживотен затвор.